# Hágöngur
Hágöngur är ett berg i republiken Island. Det ligger i regionen Suðurland, 200 km öster om huvudstaden Reykjavík. Toppen på Hágöngur är 1 118 meter över havet, eller 139 meter över den omgivande terrängen. Bredden vid basen är 1,2 km.
Trakten runt Hágöngur är nära nog obefolkad, med mindre än två invånare per kvadratkilometer. Det finns inga samhällen i närheten. Trakten runt Hágöngur är permanent täckt av is och snö.